# Фторид иода(V)
Фторид иода(V) (пентафторид иода) IF5 — соединение иода с фтором, представляющее собой жёлтую жидкость. Химически чрезвычайно активен и агрессивен к большинству материалов.